# Salthill (Irlande)
Pour les articles homonymes, voir Salthill.

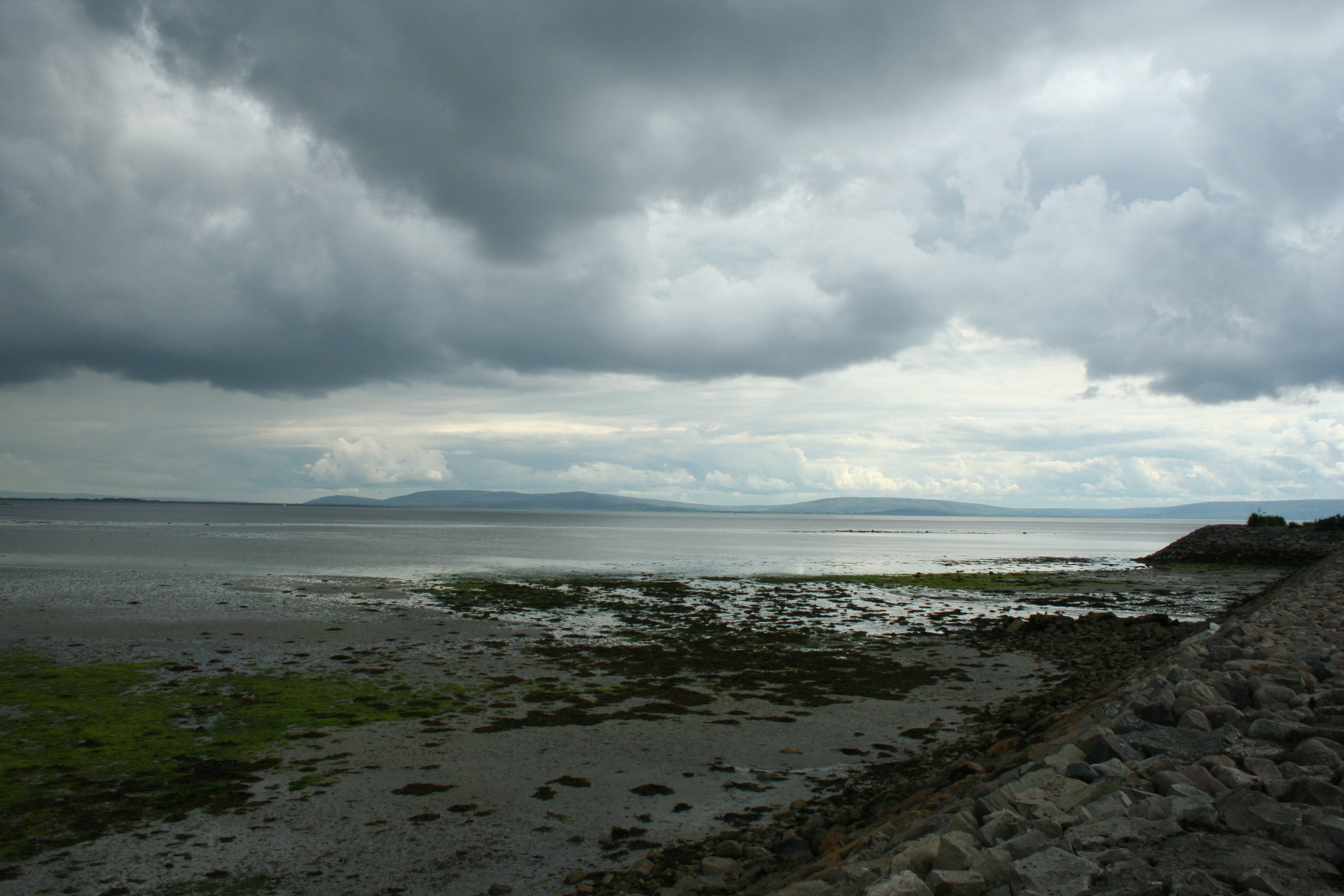
Baie de Galway depuis la promenade de Salthill.

Salthill (en Irlandais : Bóthar na Trá) est une zone côtière de la ville de Galway dans l'ouest de l'Irlande. On y trouve une promenade de 2 km de long, connue localement sous le nom the Prom, avec des bars, restaurants et hotels.

## Tourisme

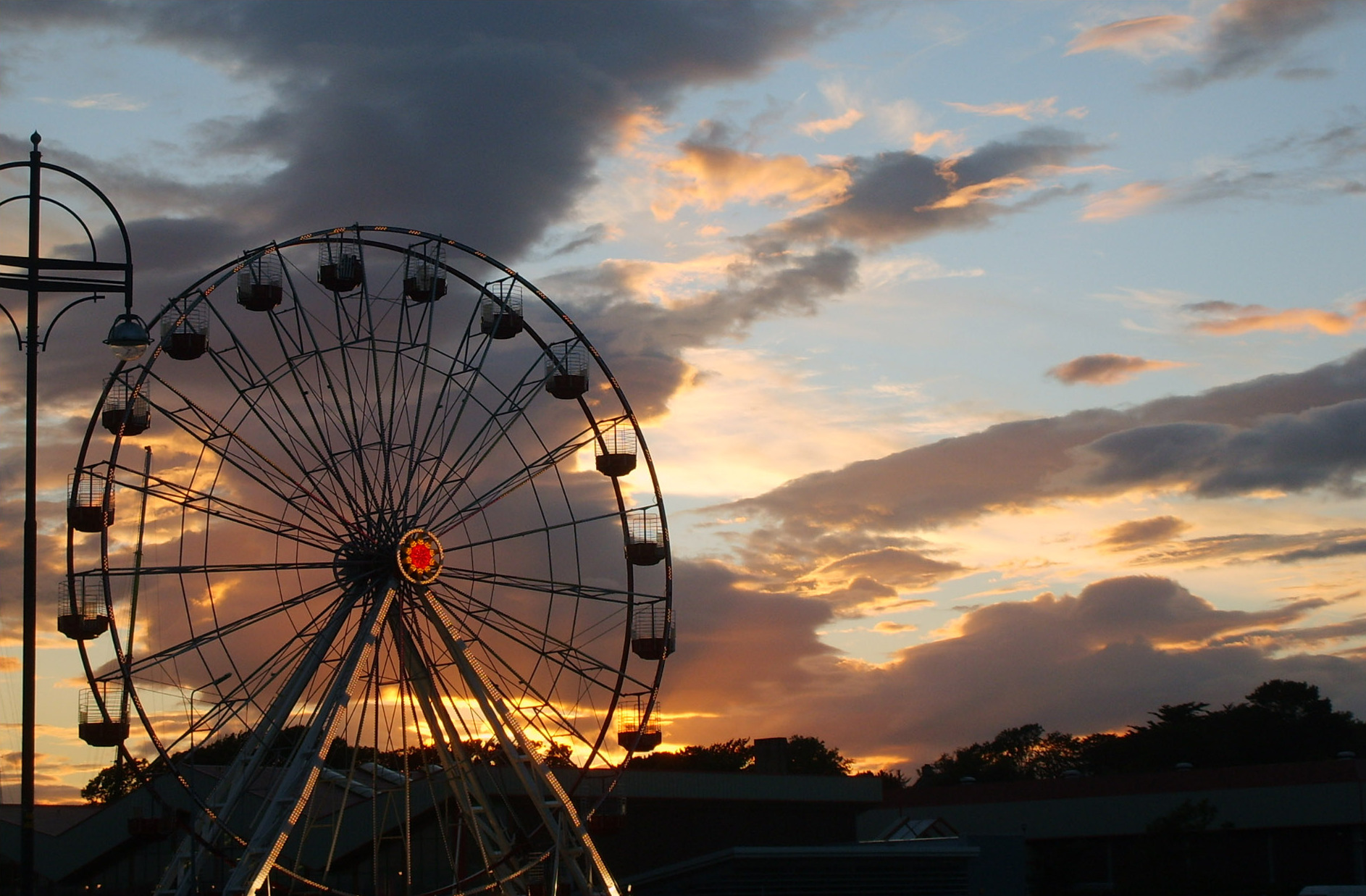
zone de loisirs

Salthill est une destination touristique depuis le début du XXe siècle. Pendant les années 1950 c'était une zone connue pour ses pistes de danse et groupes de musique.
Les années 1970 ont vu l'apparition de casinos et de centres de loisirs. Il existait jusqu'en 2007 un spectacle aérien en plein air qui réunissait jusqu'à 100.000 personnes.